# 김기용 (프로게이머)
김기용 (1996년 12월 26일 ~ )은 대한민국의 스타크래프트 II 프로게이머다. 종족은 테란이며, 아이디는 Forte이다. 이전에는 SalvatioN이라는 아이디를 사용했다.
2012년 초 NS 호서에 입단하면서 스타크래프트 II 프로게이머로 활동하다가 2013년 7월 31일 NS 호서가 해체되면서 스타테일에 영입되었다.
2013년 말 프라임으로 이적했다.
2014년 8월 MVP로 이적했다.
2017년 1월부터 6월까지 루마니아의 IsIMBA에서 뛰다가 2018년 7월 한국으로 다시 돌아온 후 TitanEX1으로 이적했다.

## 주요 기록
- 2015년 12월 2016 핫식스 글로벌 스타크래프트 II 리그 프리시즌 1주차 8강
- 2016년 2월 2016 핫식스 글로벌 스타크래프트 II 리그 시즌 1 코드 S 32강
- 2016년 6월 2016 핫식스 글로벌 스타크래프트 II 리그 시즌 2 코드 A 48강
- 2017년 1월 2017 핫식스 글로벌 스타크래프트 II 리그 시즌 1 코드 S 32강
- 2017년 3월 2017 VSL Season 1 16강
- 2017년 7월 2017 핫식스 글로벌 스타크래프트 II 리그 시즌 3 코드 S 32강
- 2018년 7월 2018 글로벌 스타크래프트 II 리그 시즌 3 코드 S 32강